# Liste der Nummer-eins-Hits in den Niederlanden (2024)
Dies ist eine Liste der Nummer-eins-Hits in den Niederlanden im Jahr 2024. Sie basiert auf den Nederlandse-Top-40-Singlecharts und den Dutch Album Top 100.

## Singles
| ← 2023 ← | Liste der Nummer-eins-Hits in den Niederlanden | Liste der Nummer-eins-Hits in den Niederlanden | Liste der Nummer-eins-Hits in den Niederlanden                                                                                     | 2025 →                    |
| \| Zeitraum \| Wo. ges. \| Interpret \| Titel Autor(en) \| Zusätzliche Informationen \| \| (Zeitraum, Wochen auf Platz eins, Interpret, Titel, Autor[en], zusätzliche Informationen) \| \| \| \| \| \| ----------------------------------------------------------------------------------------- \| -------- \| ----------------------------- \| ---------------------------------------------------------------------------------------------------------------------------------- \| ------------------------- \| \| 7. Oktober 2023 – 19. Januar 2024 15 Wochen \| 15 \| Tate McRae \| Greedy Amy Rose Allen, Jasper Lee Harris, Ryan Benjamin Tedder, Tate Rosner McRae \| – \| \| 20. Januar 2024 – 8. März 2024 7 Wochen \| 7 \| Noah Kahan \| Stick Season Noah Berkenkamp Kahan \| – \| \| 9. März 2024 – 12. April 2024 5 Wochen (insgesamt 7) \| 7 \| Joost \| Europapa Teun de Kruif, Thijmen Melissant, Paul Roger Elstak, Joost Klein, Donny Björn Stefan Ellerström, Tim Johannes Nelis Haars \| – \| \| 13. April 2024 – 17. Mai 2024 5 Wochen \| 5 \| Roxy Dekker \| Sugardaddy Roxy Dekker, Beer Petrie, Renske te Buck, Julian Vahle \| – \| \| 18. Mai 2024 – 31. Mai 2024 2 Wochen (insgesamt 7) \| 7 \| Joost \| Europapa Teun de Kruif, Thijmen Melissant, Paul Roger Elstak, Joost Klein, Donny Björn Stefan Ellerström, Tim Johannes Nelis Haars \| – \| \| 1. Juni 2024 – 12. Juli 2024 6 Wochen \| 6 \| Cyril \| Stumblin’ In Nicholas Barry Chinn, Michael Donald Chapman \| – \| \| 13. Juli 2024 – 26. Juli 2024 2 Wochen \| 2 \| Mark Ambor \| Belong Together Mark Gregory Damboragian \| – \| \| 27. Juli 2024 – 9. August 2024 2 Wochen \| 2 \| Roxy Dekker feat. Ronnie Flex \| Gaan we weg? Roxy Dekker, Ucahzo G. Hoogdorp, Renske te Buck, Julian Vahle, Ronell Langston Plasschaert \| – \| \| 10. August 2024 – 20. September 2024 6 Wochen \| 6 \| Yves Berendse \| Terug in de tijd Yves Berendse, Jeroen A. R. J. Russchen, Roelof Robert Vredeveld \| – \| \| 21. September 2024 – 17. Januar 2025 17 Wochen \| 17 \| Lady Gaga & Bruno Mars \| Die with a Smile Andrew Wotman, Dernst Emile, James Edward Fauntleroy II, Stefani Joanne Angelina Germanotta, Peter Gene Hernandez \| – \| |                                                |                                                | |                           |
| ← 2023 |                                                |                                                | | → 2025 →                  |
| Zeitraum | Wo. ges.                                       | Interpret                                      | Titel Autor(en) | Zusätzliche Informationen |
| (Zeitraum, Wochen auf Platz eins, Interpret, Titel, Autor[en], zusätzliche Informationen) |                                                |                                                | |                           |
| 7. Oktober 2023 – 19. Januar 2024 15 Wochen | 15                                             | Tate McRae                                     | Greedy Amy Rose Allen, Jasper Lee Harris, Ryan Benjamin Tedder, Tate Rosner McRae                                                  | –                         |
| 20. Januar 2024 – 8. März 2024 7 Wochen | 7                                              | Noah Kahan                                     | Stick Season Noah Berkenkamp Kahan                                                                                                 | –                         |
| 9. März 2024 – 12. April 2024 5 Wochen (insgesamt 7) | 7                                              | Joost                                          | Europapa Teun de Kruif, Thijmen Melissant, Paul Roger Elstak, Joost Klein, Donny Björn Stefan Ellerström, Tim Johannes Nelis Haars | –                         |
| 13. April 2024 – 17. Mai 2024 5 Wochen | 5                                              | Roxy Dekker                                    | Sugardaddy Roxy Dekker, Beer Petrie, Renske te Buck, Julian Vahle                                                                  | –                         |
| 18. Mai 2024 – 31. Mai 2024 2 Wochen (insgesamt 7) | 7                                              | Joost                                          | Europapa Teun de Kruif, Thijmen Melissant, Paul Roger Elstak, Joost Klein, Donny Björn Stefan Ellerström, Tim Johannes Nelis Haars | –                         |
| 1. Juni 2024 – 12. Juli 2024 6 Wochen | 6                                              | Cyril                                          | Stumblin’ In Nicholas Barry Chinn, Michael Donald Chapman                                                                          | –                         |
| 13. Juli 2024 – 26. Juli 2024 2 Wochen | 2                                              | Mark Ambor                                     | Belong Together Mark Gregory Damboragian                                                                                           | –                         |
| 27. Juli 2024 – 9. August 2024 2 Wochen | 2                                              | Roxy Dekker feat. Ronnie Flex                  | Gaan we weg? Roxy Dekker, Ucahzo G. Hoogdorp, Renske te Buck, Julian Vahle, Ronell Langston Plasschaert                            | –                         |
| 10. August 2024 – 20. September 2024 6 Wochen | 6                                              | Yves Berendse                                  | Terug in de tijd Yves Berendse, Jeroen A. R. J. Russchen, Roelof Robert Vredeveld                                                  | –                         |
| 21. September 2024 – 17. Januar 2025 17 Wochen | 17                                             | Lady Gaga & Bruno Mars                         | Die with a Smile Andrew Wotman, Dernst Emile, James Edward Fauntleroy II, Stefani Joanne Angelina Germanotta, Peter Gene Hernandez | –                         |

## Alben
| ← 2023 ← | Liste der Nummer-eins-Hits in den Niederlanden | Liste der Nummer-eins-Hits in den Niederlanden | Liste der Nummer-eins-Hits in den Niederlanden | 2025 →                    |
| \| Zeitraum \| Wo. ges. \| Interpret \| Titel \| Zusätzliche Informationen \| \| (Zeitraum, Wochen auf Platz eins, Interpret, Titel, zusätzliche Informationen) \| \| \| \| \| \| ------------------------------------------------------------------------------ \| -------- \| --------------------------- \| --------------------------------------- \| ------------------------- \| \| 30. Dezember 2023 – 5. Januar 2024 1 Woche (insgesamt 14) \| 14 \| Michael Bublé \| Christmas \| – \| \| 6. Januar 2024 – 19. Januar 2024 2 Wochen \| 2 \| Kevin \| Wonderland \| – \| \| 20. Januar 2024 – 2. Februar 2024 2 Wochen (insgesamt 3) \| 3 \| Froukje \| Noodzakelijk verdriet \| – \| \| 3. Februar 2024 – 9. Februar 2024 1 Woche \| 1 \| The Smile \| Wall of Eyes \| – \| \| 10. Februar 2024 – 16. Februar 2024 1 Woche (insgesamt 3) \| 3 \| Froukje \| Noodzakelijk verdriet \| – \| \| 17. Februar 2024 – 1. März 2024 2 Wochen \| 2 \| Kanye West & Ty Dolla Sign \| Vultures 1 \| – \| \| 2. März 2024 – 15. März 2024 2 Wochen \| 2 \| Noah Kahan \| Stick Season \| – \| \| 16. März 2024 – 29. März 2024 2 Wochen \| 2 \| Ariana Grande \| Eternal Sunshine \| – \| \| 30. März 2024 – 5. April 2024 1 Woche \| 1 \| Future & Metro Boomin \| We Don’t Trust You \| – \| \| 6. April 2024 – 26. April 2024 3 Wochen \| 3 \| Beyoncé \| Cowboy Carter \| – \| \| 27. April 2024 – 10. Mai 2024 2 Wochen (insgesamt 5) \| 5 \| Taylor Swift \| The Tortured Poets Department \| – \| \| 11. Mai 2024 – 17. Mai 2024 1 Woche \| 1 \| Dua Lipa \| Radical Optimism \| – \| \| 18. Mai 2024 – 24. Mai 2024 1 Woche (insgesamt 5) \| 5 \| Taylor Swift \| The Tortured Poets Department \| – \| \| 25. Mai 2024 – 28. Juni 2024 5 Wochen (insgesamt 11) \| 11 \| Billie Eilish \| Hit Me Hard and Soft \| – \| \| 29. Juni 2024 – 5. Juli 2024 1 Woche (insgesamt 2) \| 2 \| Gracie Abrams \| The Secret of Us \| – \| \| 6. Juli 2024 – 12. Juli 2024 1 Woche (insgesamt 5) \| 5 \| Taylor Swift \| The Tortured Poets Department \| – \| \| 13. Juli 2024 – 19. Juli 2024 1 Woche (insgesamt 11) \| 11 \| Billie Eilish \| Hit Me Hard and Soft \| – \| \| 20. Juli 2024 – 26. Juli 2024 1 Woche \| 1 \| Eminem \| The Death of Slim Shady (Coup de Grâce) \| – \| \| 27. Juli 2024 – 16. August 2024 3 Wochen \| 3 \| Frenna \| Pink Summer \| – \| \| 17. August 2024 – 23. August 2024 1 Woche (insgesamt 11) \| 11 \| Billie Eilish \| Hit Me Hard and Soft \| – \| \| 24. August 2024 – 30. August 2024 1 Woche \| 1 \| Post Malone \| F-1 Trillion \| – \| \| 31. August 2024 – 6. September 2024 1 Woche (insgesamt 5) \| 5 \| Sabrina Carpenter \| Short n’ Sweet \| – \| \| 7. September 2024 – 13. September 2024 1 Woche \| 1 \| Nick Cave and the Bad Seeds \| Wild God \| – \| \| 14. September 2024 – 20. September 2024 1 Woche \| 1 \| David Gilmour \| Luck and Strange \| – \| \| 21. September 2024 – 11. Oktober 2024 3 Wochen (insgesamt 5) \| 5 \| Sabrina Carpenter \| Short n’ Sweet \| – \| \| 12. Oktober 2024 – 25. Oktober 2024 2 Wochen \| 2 \| Coldplay \| Moon Music \| – \| \| 26. Oktober 2024 – 1. November 2024 1 Woche (insgesamt 11) \| 11 \| Billie Eilish \| Hit Me Hard and Soft \| – \| \| 2. November 2024 – 8. November 2024 1 Woche \| 1 \| Tyler, the Creator \| Chromakopia \| – \| \| 9. November 2024 – 15. November 2024 1 Woche \| 1 \| The Cure \| Songs of a Lost World \| – \| \| 16. November 2024 – 22. November 2024 1 Woche (insgesamt 2) \| 2 \| Gracie Abrams \| The Secret of Us \| – \| \| 23. November 2024 – 29. November 2024 1 Woche \| 1 \| Linkin Park \| From Zero \| – \| \| 30. November 2024 – 6. Dezember 2024 1 Woche (insgesamt 2) \| 2 \| Kendrick Lamar \| GNX \| – \| \| 7. Dezember 2024 – 13. Dezember 2024 1 Woche (insgesamt 11) \| 11 \| Billie Eilish \| Hit Me Hard and Soft \| – \| \| 14. Dezember 2024 – 20. Dezember 2024 1 Woche (insgesamt 5) \| 5 \| Taylor Swift \| The Tortured Poets Department \| – \| \| 21. Dezember 2024 – 3. Januar 2025 2 Wochen (insgesamt 14) \| 14 \| Michael Bublé \| Christmas \| – \| |                                                |                                                |                                                |                           |
| ← 2023 |                                                |                                                |                                                | → 2025 →                  |
| Zeitraum | Wo. ges.                                       | Interpret                                      | Titel                                          | Zusätzliche Informationen |
| (Zeitraum, Wochen auf Platz eins, Interpret, Titel, zusätzliche Informationen) |                                                |                                                |                                                |                           |
| 30. Dezember 2023 – 5. Januar 2024 1 Woche (insgesamt 14) | 14                                             | Michael Bublé                                  | Christmas                                      | –                         |
| 6. Januar 2024 – 19. Januar 2024 2 Wochen | 2                                              | Kevin                                          | Wonderland                                     | –                         |
| 20. Januar 2024 – 2. Februar 2024 2 Wochen (insgesamt 3) | 3                                              | Froukje                                        | Noodzakelijk verdriet                          | –                         |
| 3. Februar 2024 – 9. Februar 2024 1 Woche | 1                                              | The Smile                                      | Wall of Eyes                                   | –                         |
| 10. Februar 2024 – 16. Februar 2024 1 Woche (insgesamt 3) | 3                                              | Froukje                                        | Noodzakelijk verdriet                          | –                         |
| 17. Februar 2024 – 1. März 2024 2 Wochen | 2                                              | Kanye West & Ty Dolla Sign                     | Vultures 1                                     | –                         |
| 2. März 2024 – 15. März 2024 2 Wochen | 2                                              | Noah Kahan                                     | Stick Season                                   | –                         |
| 16. März 2024 – 29. März 2024 2 Wochen | 2                                              | Ariana Grande                                  | Eternal Sunshine                               | –                         |
| 30. März 2024 – 5. April 2024 1 Woche | 1                                              | Future & Metro Boomin                          | We Don’t Trust You                             | –                         |
| 6. April 2024 – 26. April 2024 3 Wochen | 3                                              | Beyoncé                                        | Cowboy Carter                                  | –                         |
| 27. April 2024 – 10. Mai 2024 2 Wochen (insgesamt 5) | 5                                              | Taylor Swift                                   | The Tortured Poets Department                  | –                         |
| 11. Mai 2024 – 17. Mai 2024 1 Woche | 1                                              | Dua Lipa                                       | Radical Optimism                               | –                         |
| 18. Mai 2024 – 24. Mai 2024 1 Woche (insgesamt 5) | 5                                              | Taylor Swift                                   | The Tortured Poets Department                  | –                         |
| 25. Mai 2024 – 28. Juni 2024 5 Wochen (insgesamt 11) | 11                                             | Billie Eilish                                  | Hit Me Hard and Soft                           | –                         |
| 29. Juni 2024 – 5. Juli 2024 1 Woche (insgesamt 2) | 2                                              | Gracie Abrams                                  | The Secret of Us                               | –                         |
| 6. Juli 2024 – 12. Juli 2024 1 Woche (insgesamt 5) | 5                                              | Taylor Swift                                   | The Tortured Poets Department                  | –                         |
| 13. Juli 2024 – 19. Juli 2024 1 Woche (insgesamt 11) | 11                                             | Billie Eilish                                  | Hit Me Hard and Soft                           | –                         |
| 20. Juli 2024 – 26. Juli 2024 1 Woche | 1                                              | Eminem                                         | The Death of Slim Shady (Coup de Grâce)        | –                         |
| 27. Juli 2024 – 16. August 2024 3 Wochen | 3                                              | Frenna                                         | Pink Summer                                    | –                         |
| 17. August 2024 – 23. August 2024 1 Woche (insgesamt 11) | 11                                             | Billie Eilish                                  | Hit Me Hard and Soft                           | –                         |
| 24. August 2024 – 30. August 2024 1 Woche | 1                                              | Post Malone                                    | F-1 Trillion                                   | –                         |
| 31. August 2024 – 6. September 2024 1 Woche (insgesamt 5) | 5                                              | Sabrina Carpenter                              | Short n’ Sweet                                 | –                         |
| 7. September 2024 – 13. September 2024 1 Woche | 1                                              | Nick Cave and the Bad Seeds                    | Wild God                                       | –                         |
| 14. September 2024 – 20. September 2024 1 Woche | 1                                              | David Gilmour                                  | Luck and Strange                               | –                         |
| 21. September 2024 – 11. Oktober 2024 3 Wochen (insgesamt 5) | 5                                              | Sabrina Carpenter                              | Short n’ Sweet                                 | –                         |
| 12. Oktober 2024 – 25. Oktober 2024 2 Wochen | 2                                              | Coldplay                                       | Moon Music                                     | –                         |
| 26. Oktober 2024 – 1. November 2024 1 Woche (insgesamt 11) | 11                                             | Billie Eilish                                  | Hit Me Hard and Soft                           | –                         |
| 2. November 2024 – 8. November 2024 1 Woche | 1                                              | Tyler, the Creator                             | Chromakopia                                    | –                         |
| 9. November 2024 – 15. November 2024 1 Woche | 1                                              | The Cure                                       | Songs of a Lost World                          | –                         |
| 16. November 2024 – 22. November 2024 1 Woche (insgesamt 2) | 2                                              | Gracie Abrams                                  | The Secret of Us                               | –                         |
| 23. November 2024 – 29. November 2024 1 Woche | 1                                              | Linkin Park                                    | From Zero                                      | –                         |
| 30. November 2024 – 6. Dezember 2024 1 Woche (insgesamt 2) | 2                                              | Kendrick Lamar                                 | GNX                                            | –                         |
| 7. Dezember 2024 – 13. Dezember 2024 1 Woche (insgesamt 11) | 11                                             | Billie Eilish                                  | Hit Me Hard and Soft                           | –                         |
| 14. Dezember 2024 – 20. Dezember 2024 1 Woche (insgesamt 5) | 5                                              | Taylor Swift                                   | The Tortured Poets Department                  | –                         |
| 21. Dezember 2024 – 3. Januar 2025 2 Wochen (insgesamt 14) | 14                                             | Michael Bublé                                  | Christmas                                      | –                         |

## Jahreshitparaden
| ← 2023 ← | Liste der Nummer-eins-Hits in den Niederlanden | Liste der Nummer-eins-Hits in den Niederlanden         | Liste der Nummer-eins-Hits in den Niederlanden | 2025 →   |
| \| Singles \| Position# \| Alben \| \| ------------------------------------------------------------------------------------------------------------------------------------------------------------ \| --------- \| ------------------------------------------------------ \| \| A Bar Song (Tipsy) Shaboozey Chibueze Collins Obinna, Nevin Sastry, Sean Cook, Jerrel C. Jones, Joe Anthony Kent, Mark Allen Williams \| 1 \| The Tortured Poets Department Taylor Swift \| \| Stumblin’ In Cyril Nicholas Barry Chinn, Michael Donald Chapman \| 2 \| Hit Me Hard and Soft Billie Eilish \| \| Terug in de tijd Yves Berendse Yves Berendse, Jeroen A. R. J. Russchen, Roelof Robert Vredeveld \| 3 \| I’ve Tried Everything But Therapy (Part 1) Teddy Swims \| \| Austin (Boots Stop Workin’) Dasha Anna Dasha Novotny, Adam Wendler, Kenneth Travis Heidelman, Cheyenne Rose Arnspiger \| 4 \| Fireworks & Rollerblades Benson Boone \| \| Carry You Home Alex Warren Caleb Shapiro, Adam Yaron, Margaret Elizabeth Chapman, Alexander Warren Hughes \| 5 \| Stick Season Noah Kahan \| \| The Sound of Silence (Cyril Remix) Disturbed Paul Frederic Simon \| 6 \| Short n’ Sweet Sabrina Carpenter \| \| Stargazing Myles Smith Peter Joseph Fenn, Jesse Finkelstein, Myles Michael Smith-Thompson \| 7 \| Eternal Sunshine Ariana Grande \| \| The Door Teddy Swims Julian Collin Bunetta, Sherwyn Hewett Nicholls, John Henry Ryan II, Joshua Emanuel Coleman, Jaten Collin Dimsdale, John Stephen Sudduth \| 8 \| Rumours Fleetwood Mac \| \| Die with a Smile Lady Gaga & Bruno Mars Andrew Wotman, Dernst Emile, James Edward Fauntleroy II, Stefani Joanne Angelina Germanotta, Peter Gene Hernandez \| 9 \| Noodzakelijk verdriet Froukje \| \| Espresso Sabrina Carpenter Sabrina Annlynn Carpenter, Julian Collin Bunetta, Stephanie Nicole Jones, Amy Rose Allen \| 10 \| Guts Olivia Rodrigo \| |                                                |                                                        |                                                |          |
| ← 2023 |                                                |                                                        |                                                | → 2025 → |
| Singles | Position#                                      | Alben                                                  |                                                |          |
| A Bar Song (Tipsy) Shaboozey Chibueze Collins Obinna, Nevin Sastry, Sean Cook, Jerrel C. Jones, Joe Anthony Kent, Mark Allen Williams | 1                                              | The Tortured Poets Department Taylor Swift             |                                                |          |
| Stumblin’ In Cyril Nicholas Barry Chinn, Michael Donald Chapman | 2                                              | Hit Me Hard and Soft Billie Eilish                     |                                                |          |
| Terug in de tijd Yves Berendse Yves Berendse, Jeroen A. R. J. Russchen, Roelof Robert Vredeveld | 3                                              | I’ve Tried Everything But Therapy (Part 1) Teddy Swims |                                                |          |
| Austin (Boots Stop Workin’) Dasha Anna Dasha Novotny, Adam Wendler, Kenneth Travis Heidelman, Cheyenne Rose Arnspiger | 4                                              | Fireworks & Rollerblades Benson Boone                  |                                                |          |
| Carry You Home Alex Warren Caleb Shapiro, Adam Yaron, Margaret Elizabeth Chapman, Alexander Warren Hughes | 5                                              | Stick Season Noah Kahan                                |                                                |          |
| The Sound of Silence (Cyril Remix) Disturbed Paul Frederic Simon | 6                                              | Short n’ Sweet Sabrina Carpenter                       |                                                |          |
| Stargazing Myles Smith Peter Joseph Fenn, Jesse Finkelstein, Myles Michael Smith-Thompson | 7                                              | Eternal Sunshine Ariana Grande                         |                                                |          |
| The Door Teddy Swims Julian Collin Bunetta, Sherwyn Hewett Nicholls, John Henry Ryan II, Joshua Emanuel Coleman, Jaten Collin Dimsdale, John Stephen Sudduth | 8                                              | Rumours Fleetwood Mac                                  |                                                |          |
| Die with a Smile Lady Gaga & Bruno Mars Andrew Wotman, Dernst Emile, James Edward Fauntleroy II, Stefani Joanne Angelina Germanotta, Peter Gene Hernandez | 9                                              | Noodzakelijk verdriet Froukje                          |                                                |          |
| Espresso Sabrina Carpenter Sabrina Annlynn Carpenter, Julian Collin Bunetta, Stephanie Nicole Jones, Amy Rose Allen | 10                                             | Guts Olivia Rodrigo                                    |                                                |          |